# Siliquamomum tonkinense
Siliquamomum tonkinense ist eine Pflanzenart aus der Gattung Siliquamomum  innerhalb der Familie der Ingwergewächse (Zingiberaceae). Sie kommt im nördlichen Vietnam sowie dem südlichen China vor.

## Beschreibung

### Vegetative Merkmale
Siliquamomum tonkinense wächst als ausdauernde, krautige Pflanze, die Wuchshöhen von 0,6 bis 2 Metern erreichen kann. Von dem verzweigten Rhizom gehen mehrere, horstbildende Sprossachsen bzw. „Pseudostämme“ ab. Die Blatthäutchen sind unbehaart.
Jeder Stängel besitzt meist drei Laubblätter. Diese sind in Blattstiel und Blattspreite gegliedert. Der Blattstiel ist 2,5 bis 9 Zentimeter lang. Die einfache Blattspreite ist bei einer Länge von 20 bis 55 Zentimetern sowie einer Breite von 7 bis 14 Zentimetern eiförmig-lanzettlich mit spitzer Blattbasis und spitz zulaufenden oberen Ende.

### Generative Merkmale
Die Blütezeit von Siliquamomum tonkinense erstreckt sich zumindest in China über den Monat Oktober. Endständig, auf einem rund 18 Zentimeter langen Blütenstandsschaft befindet sich ein 13 bis 14 Zentimeter großer, traubiger Blütenstand, in dem die neun bis zwölf Blüten dicht zusammen stehen.
Die zwittrigen Blüten sind zygomorph und dreizählig mit doppelten, gelblich weißen Perianth und stehen an einem gegliederten Blütenstiel. Die drei ungelappten Kelchblätter sind miteinander verwachsen und sind mit einer Länge von etwa 2,5 bis 3,5 Zentimeter länger als die Kronröhre. Die drei gelblich weißen Kronblätter sind zu einer etwa 2 bis 2,5 Zentimeter langen Kronröhre verwachsen. Es sind drei ebenfalls gelblich weiße Kronlappen vorhanden, welche 2,5 bis 3 Zentimeter lang sind. Nur das mittlere der rund 1,1 bis 1,2 Zentimeter langen Staubblätter des inneren Kreises ist fertil. Das fertile Staubblatt besitzt einen etwa 0,8 Zentimeter langen Staubfaden. Die Staminodien des inneren Kreises sind zu einem kreisrunden Labellum verwachsen. Das etwa 1,2 bis 3,5 Zentimeter lange und ebenso breite Labellum ist gelblich weiß mit einem dunkelgrünen und gelb umrandeten Fleck in der Mitte; es ist unbehaart. Die seitlichen Staminodien werden 0,8 bis 2,5 Zentimetern lang und sind an ihrer Basis mit dem Labellum verwachsen. Drei Fruchtblätter sind zu einem dreikammerigen und unbehaarten Fruchtknoten verwachsen. Der Griffel endet in einer Narbe mit bewimperter Spitze.
Die gelben Kapselfrüchte werden 12 bis 13 Zentimeter lang und rund 1 Zentimeter dick.

### Chromosomenzahl
Die Chromosomenzahl beträgt 2n = 48.

## Vorkommen
Das natürliche Verbreitungsgebiet von Siliquamomum tonkinense liegt im nördlichen Vietnam und dem südlichen China. Es umfasst soweit bekannt etwa zehn Standorte in dem in der chinesischen Provinz Yunnan gelegenen Kreis Pingbian sowie den im nördlichen Vietnam gelegenen Bergmassiv Ba Vì. Die Art gedeiht in Höhenlagen von 600 bis 800 Metern wo sie im feuchten und schattigen Unterholz von dichten Mischwäldern in Gebirgstälern wächst.

## Taxonomie
Die Erstbeschreibung als Siliquamomum tonkinense erfolgte 1895 durch Henri Ernest Baillon in Bulletin Mensuel de la Société Linnéenne de Paris, Seite 1193.

## Gefährdung und Schutz
Siliquamomum tonkinense wird in der Roten Liste der IUCN seit 2011 als „gefährdet“ geführt. Als Hauptgefährdungsgründe werden die Zerstörung des Lebensraumes sowie das Sammeln der Rhizome durch Einheimische und die daraus folgende Übernutzung genannt.